# Poleana, Bobrîneț
Poleana (în ucraineană Поляна) este un sat în comuna Pavlohirkivka din raionul Bobrîneț, regiunea Kirovohrad, Ucraina.

## Demografie
Componența lingvistică a localității Poleana
     Ucraineană (96%)
     Rusă (4%)
Conform recensământului din 2001, majoritatea populației localității Poleana era vorbitoare de ucraineană (96%), existând în minoritate și vorbitori de rusă (4%).